# 小川楽喜
小川 楽喜（おがわ らくよし、1978年 -）は、日本のSF作家。

## 経歴・人物
和歌山県出身。大阪府在住。元グループSNE所属。
第10回ハヤカワSFコンテストにて投稿作品「標本作家」が大賞を受賞し、同作によりオリジナル作品で本格的に作家デビューした。

## 作品リスト

### 単行本

#### 小説
- 『百鬼夜翔 闇に濡れる獣』（角川スニーカー文庫、2002年5月）ISBN 978-4-04-415223-9
- 『標本作家』（早川書房、2023年1月）ISBN 978-4-15-210206-5

#### その他
- 『ゲヘナ アラビアン・ダーク・ファンタジーRPG』友野詳監修・グループSNE共著（ジャイブ、2003年10月）[3] ISBN 4-86176-265-0
- 『煉獄彷徨 アラビアン・ダーク・ファンタジーRPG 1』友野詳監修・グループSNE共著（ジャイブ、2004年1月）[4]ISBN 4-902314-16-9
- 『人魔饗宴 アラビアン・ダーク・ファンタジーRPG 2』友野詳監修・グループSNE共著（ジャイブ、2004年3月）ISBN 4-902314-43-6

### アンソロジー収録作品
「」内が小川の作品
- 『許されし偽り ソード・ワールド短編集』安田均編（富士見ファンタジア文庫、2001年6月） 「日だまりの絵画」
- 『百鬼夜翔 蛇心の追走』（角川文庫、2001年8月） 「蛇心の追走」
- 『月の舞姫 モンスター・コレクション短編集』（富士見ファンタジア文庫、2001年9月） 「赤に抱かれて」
- 『百鬼夜翔 蒼ざめた森の怒り』（角川文庫、2002年9月） 「虚構の囚人」
- 『冒険の夜に翔べ! ソード・ワールド短編集』安田均編（富士見ファンタジア文庫、2003年7月） 「廃都に埋もれし孤影」

### 雑誌掲載
エッセイ
- 「大賞『標本作家』小川楽喜氏コメント」 - 『S-Fマガジン』2022年12月号
- 「2025年のわたし」 - 『SFが読みたい! 2025年版』（早川書房、2025年2月）